# Способи самогубства
Способом самогубства називають будь-які засоби, за допомогою яких людина робить самогубство, навмисно ідучи з життя.

## Загальна статистика
За статистикою, найбільш летальними способами самогубства є постріл в себе з вогнепальної зброї та повішення. Отруєння ліками та іншими речовинами, перерізання вен є менш ефективними методами, після їх застосування людина, як правило, залишається живою.
Повішення є найпоширенішим способом самогубства по всьому світу, що пояснюється його доступністю і ефективністю. Однак в різних країнах до нього вдаються з різною частотою — 70 % чоловіків й 60 % жінок у Японії вибрали повішення як спосіб самогубства, в той час як в США ці цифри були значно меншими — 18 % чоловіків та 16 % жінок.

## Способи самогубства і стать
Жінки, за статистикою, частіше роблять спроби самогубства, але кількість завершених самогубств у всьому світі (за винятком кількох країн Азії) значно вища у чоловіків.
У порівнянні з жінками, чоловіки, як правило, частіше схильні вибирати летальні способи самогубства. Існують припущення, що чоловіки оцінюють незавершене самогубство як «брак мужності», що не відповідає чоловічий нормативній гендерній ролі, і тому вони вдаються до більш жорстоких і ефективних способів, щоб гарантовано померти..
Одним лише вибором небезпечного для життя способу самогубства не можна пояснити високу смертність чоловіків від самогубств. Навіть коли жінки і чоловіки використовують той самий спосіб самогубства, чоловіки в результаті вмирають частіше.

## Доступність способу самогубства
Дослідження ВООЗ стверджують, що зниження доступності деяких способів самогубства може зменшити кількість спонтанних й імпульсивних самогубств. Йдеться про такі заходи, як заборона вільного продажу токсичних пестицидів або обмеження на покупку ліків, небезпечних для життя. Залишається дискусійним питання про те, як впливають такі заходи зі скорочення доступності способів самогубств на кількість запланованих самогубств, рішення про які було прийнято під впливом тривалих страждань.

## Кровопускання
Особи, які планують самогубство у такий спосіб, іноді спочатку роблять неглибокі порізи, названі в літературі нерішучими ранами або попередніми ранами (насічками). Часто це множинні паралельні надрізи, що не носять смертельного характеру.

### Поріз вен
Порізи вен часом практикують задля самоушкодження, а не самогубства, проте якщо кровотеча рясна і/або безконтрольна, ці дії викликають серцеву аритмію з подальшою важкою гіповолемією, шоком, непрохідністю судин і/або зупинкою серця. Зрештою, може настати смерть.
У разі невдалої спроби самогубства людина може постраждати від травми сухожиль зовнішніх м'язів-згиначів, ліктьового або серединних нервів, що контролюють м'язи руки. Ці ушкодження можуть призвести до тимчасового або постійного зниження чутливості і/або рухової спроможності, а також стати причиною хронічних соматичних або вегетативних болів. Як і в разі будь-якої кровотечі, після втрати понад 40 % об'єму циркулюючої крові потрібна агресивна реанімація, щоб запобігти смерті пацієнта; для попередньої зупинки кровотечі застосовують стандартні методи надання першої допомоги.

## Утоплення

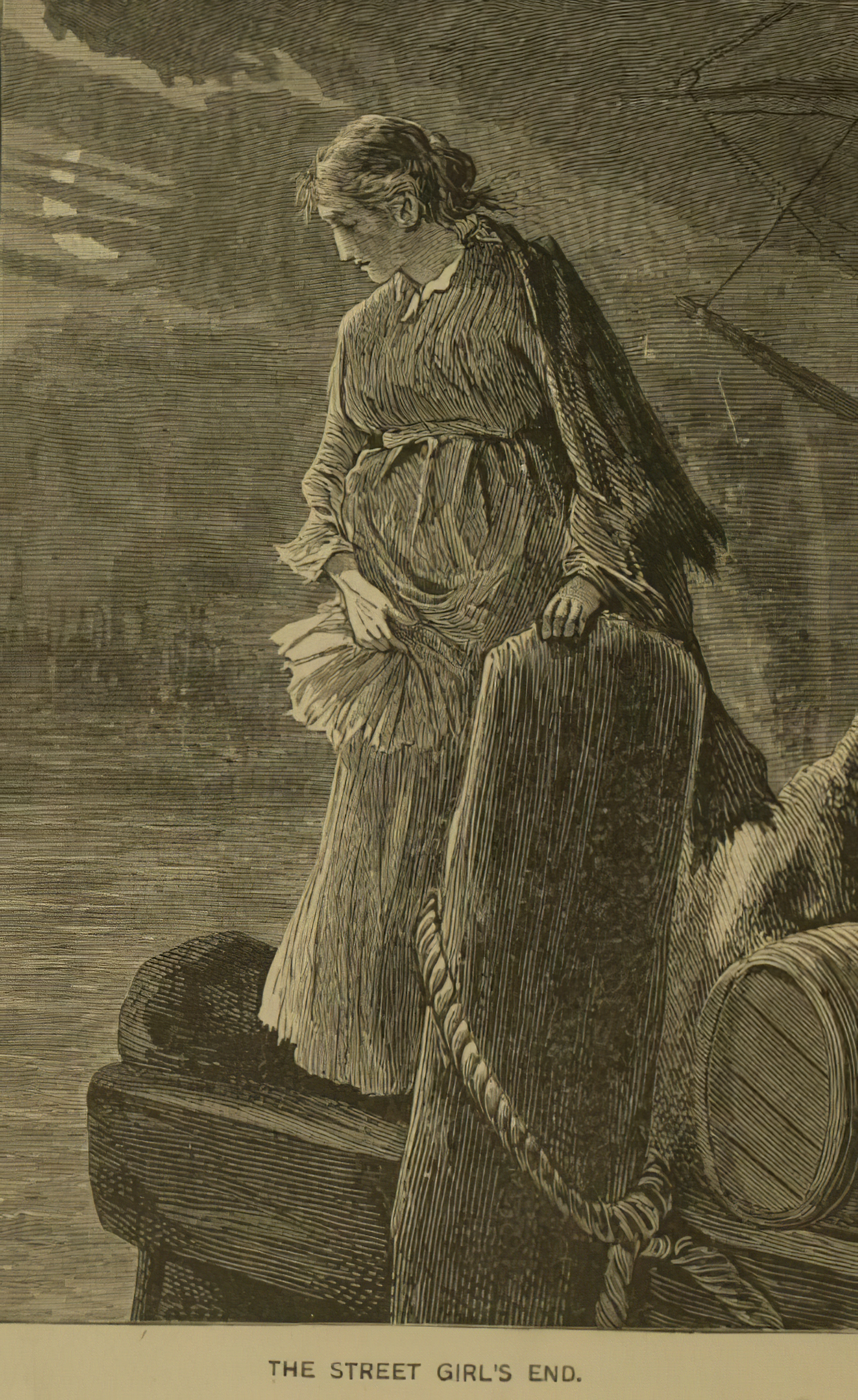
Гравюра «Кінець життя вуличної дівки», 1884

Самогубство за допомогою утоплення — акт свідомого занурення себе в воду або іншу рідину з метою перешкодити диханню і позбавити мозок доступу до кисню. Внаслідок природної боротьби організму за своє життя, спроби вчинити самогубство через утоплення часто передбачають використання важкого об'єкта з метою подолання цього рефлексу. Цей предмет прив'язують до себе, таким чином людина йде на дно, без можливості спливти знову. У міру підвищення рівня вуглекислого газу в крові, центральна нервова система змушує дихальні м'язи скорочуватися, і самогубець робить спробу здійснити вдих, перебуваючи у воді. Смерть зазвичай настає, коли рівень кисню в крові стає надто низьким для підтримки роботи клітин головного мозку. Утоплення є одним з найменш поширених способів самогубства: його відсоток складає менше 2 % від усіх зареєстрованих самогубств в Сполучених Штатах.

## Удушення
Суїцид за допомогою удушення — це обмеження доступу кисню, що викликає гіпоксію, а в кінцевому підсумку асфіксію. Для цього може використовуватися перебування в замкнутому просторі без кисню або спеціальний пластиковий пакет, який фіксується на голові. Такі спроби можуть включати використання депресантів для досягнення стану непритомності з метою виключити паніку і рефлекторні спроби уникнути асфіксії в стані гіперкапнії. Неможливо вчинити самогубство, просто затримавши дихання: коли рівень кисню в крові стає надто низьким, мозок посилає сигнал, що викликає рефлекторний вдих. Навіть якщо людина здатна подолати цей рефлекс, в момент втрати свідомості вона перестане контролювати дихання, і нормальний ритм відновиться.
З цієї причини більш популярним є спосіб суїциду шляхом вдихання газу, ніж шляхом задушення. Інертні гази, такі як: гелій, азот, аргон або токсичні гази, такі, як окис вуглецю (чадний газ) — широко використовуються для самогубств від задухи завдяки їх здатності викликати втрату свідомості і приводити до смерті протягом декількох хвилин.

## Падіння з висоти
У Сполучених Штатах Америки стрибок з висоти є одним з найменш поширених способів скоєння суїциду (менше 2 % від усіх зареєстрованих самогубств в 2005 році).
У Гонконгу стрибок з висоти — один з найпоширеніших способів здійснення самогубства, що становить 52,1 % від усіх зареєстрованих самогубств в 2006 році при порівнянних пропорціях в попередніх роках. Центр дослідження і профілактики суїциду Гонконзького університету стверджує, що причиною цього може бути поширеність легкодоступних багатоповерхових будівель в Гонконзі.
Є кілька задокументованих спроб самогубства шляхом здійснення стрибків з парашутом людьми, які з наміром не розкрили парашут (або зняли його в процесі вільного падіння) і залишили передсмертні записки. Парашутист-експерт і колишній солдат 22-го полку Особливої повітряної служби Чарльз «Ніш» Брюс наклав на себе руки після 8 років психіатричної хвороби шляхом стрибка без парашута з легкого літака «Цессна-172 Скайхок» на висоті 1524 м над Файфілдом в графстві Оксфордшир під час приватного рейсу з Іспанії в Хінтонський центр парашутизму. Його військова історія і манера смерті призвели до широкого висвітлення цього випадку в засобах масової інформації. Численні джерела поклали відповідальність за його кризу і самогубство на посттравматичний стресовий розлад.

## За допомогою вогнепальної зброї
Спосіб покінчити з життям, який спричиняє найменші страждання — вистрілити собі в серце з вогнепальної зброї, хоча це може здатися дивним на перший погляд, але через те, що кров з розбитого серця витікає дуже швидко, людина майже не відчуває болю перед смертю. Отруєння зазвичай призводить до сильної і тривалої агонії, яка зазвичай триває кілька годин.
Поширеним методом суїциду є самогубство з використанням вогнепальної зброї. У світі поширеність цього способу самогубства коливається в широких межах, залежно від доступності вогнепальної зброї та її культурного сприйняття. Застосування вогнепальної зброї при самогубстві коливається від менше 10 % в Австралії до 53,7 % в США, і в даний час є найбільш поширеним способом самогубства.
Невдала спроба суїциду може привести до хронічного болю, зниження розумової здібності, рухових функцій, крововиливу в мозок, проникненню осколків в черепну коробку, а також може спровокувати пневмоцефалію і витік спинномозкової рідини. Нелетальний постріл в скроневу кістку може викликати скроневий абсцес, менінгіт, афазію, геміанопсію, геміплегію, а також загальні внутрішньочерепні ускладнення. 50 % людей, що вижили після пострілу в скроневу кістку, страждають від пошкодження лицьового нерва, як правило, через його розірвання.
Дослідження, опубліковане в «New England Journal of Medicine and the National Academy of Science», виявило зв'язок між зберіганням вогнепальної зброї в домашньому господарстві і частотою самогубств із її використанням, проте в дослідженні Міллера Хеменве, не знайдено статистично значущого зв'язку між домашнім зберіганням вогнепальної зброї та самогубством, за винятком випадків суїциду дітей 5-14 років. Протягом 1980-х і початку 1990-х років спостерігалася виражена тенденція підліткових самогубств з використанням зброї, а також різкий сплеск кількості суїцидів, скоєних особами 75 і більше років.
Два окремих дослідження, проведених в Канаді та Австралії з більш суворими законодавчими обмеженнями щодо вогнепальної зброї, показали, що в той час, як кількість самогубств із використанням вогнепальної зброї знижується, використання інших методів, таких, як повішення, збільшується. У Австралії загальна кількість самогубств продовжувала зростати, поки не були реалізовані заходи, спрямовані на забезпечення підтримки людей, які висловили намір вчинити самогубство.
Дослідження також показують відсутність взаємозв'язку між законами про безпечне зберігання власної вогнепальної зброї і частотними показниками самогубств, скоєних із її допомогою; крім того, дослідження, які спробують пов'язати факт володіння вогнепальною зброєю і ймовірність вчинити самогубство з її допомогою, часто не враховують наявність вогнепальної зброї у володінні інших людей. Дослідники показали, що закони безпечного зберігання, судячи з усього, не впливають на застосування зброї для скоєння самогубства і на кількість випадкових інцидентів із летальним результатом.

## Повішення

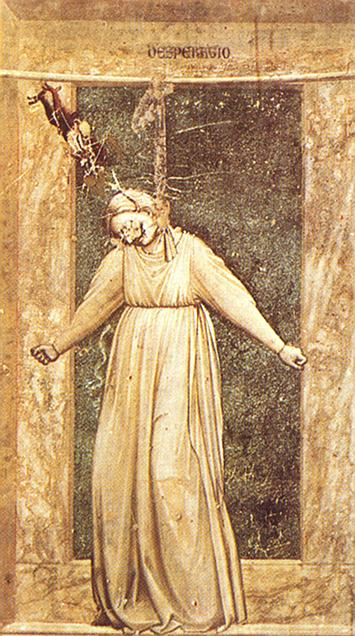
Самогубство за допомогою повішення

При суїциді за допомогою повішення жертва самогубства використовує довгастий еластичний матеріал (мотузку або шнур) для створення петлі або затяжного вузла навколо шиї, закріплюючи інший кінець на міцному пристосуванні. Залежно від положення петлі й інших чинників, жертва суїциду гине від задухи або перелому шийного відділу хребта. У разі настання смертельного результату справжня причина обумовлена висотою падіння, тобто відстанню, яку жертва суїциду долає до натягу мотузки.
При «короткому падінні» жертва суїциду гине від задухи, при цьому смерть настає від нестачі кисню в головному мозку. З високою ймовірністю самогубець відчує гіпоксію, парестезія, запаморочення, тунельний зір, судоми, шок і гострий респіраторний ацидоз. Також одна або обидві сонні артерії і/або яремні вени можуть виявитися досить здавленими для виникнення ішемії та стану гіпоксії головного мозку, що може в кінцевому підсумку привести до смерті або послужити її причиною.
При типовому «довгому падінні» самогубець, ймовірно, постраждає від одного або більше переломів шийних хребців, зазвичай між другим і п'ятим шийним хребцем, що може привести до паралічу або смерті. При досить великих подоланих під час падіння відстанях самогубство за допомогою повішення може привести до обезголовлювання.
Повішення є переважаючим способом самогубства в доіндустріальних суспільствах, а також в сільських місцевостях (в порівнянні з міськими умовами). Крім того, воно використовується в умовах, що перешкоджають іншим способам скоєння суїциду, наприклад, у в'язницях.

## Здавлювання дихальних шляхів
Цей метод полягає у затяганні шнура навколо шиї з тим, щоб добитися здавлення сонних артерій, запобігаючи доступу кисню до мозку, що призводить до втрати свідомості і смерті. Цей спосіб також пов'язаний з певними видами захоплень дзюдо, а також аутоеротичним задушенням.

## Удар транспортом

### Залізничний суїцид

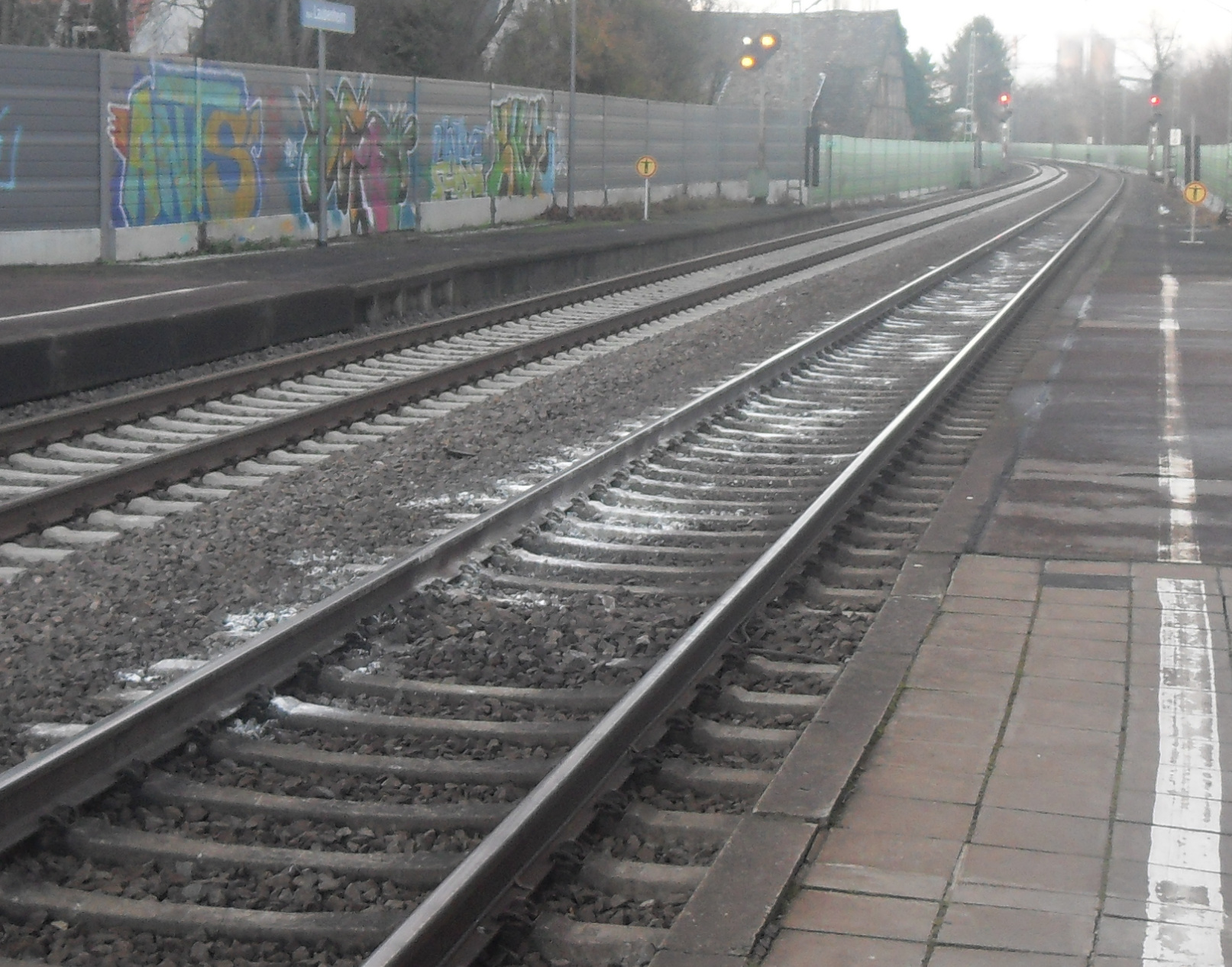
Вапно на залізничному полотні після суїциду в Майнц-Лаубенхаймі

Самогубство відбувається за допомогою знаходження на шляху поїзда під час його наближення або за допомогою знаходження всередині автотранспортного засобу.. Суїцид внаслідок зіткнення з поїздом спричиняє 90 % летальних випадків, що робить його одним з найбільш ефективних способів здійснення самогубства. Невдалі спроби можуть спричинити важкі каліцтва: великі переломи, ампутації, струс мозку і важку розумову і фізичну інвалідність.

#### Спосіб і час
На відміну від суїцидів, що відбуваються на лініях метрополітену, при суїциді за допомогою наземного залізничного транспорту жертва самогубства часто просто лягає або стає на залізничні колії, чекаючи прибуття поїзда. Через те, що поїзди здебільшого пересуваються на високих швидкостях (від 80 до 200 км/год), машиніст, як правило, не здатний зупинити поїзд, щоб уникнути зіткнення. Цей тип суїциду може привести до психологічної травми і посттравматичного стресового розладу машиніста.

#### Європа
У Нідерландах не менше 10 % всіх самогубств є залізничними самогубствами. У Німеччині частка залізничних самогубств становить 7 %, що робить цей тип суїциду найбільш представленим в загальній статистиці суїцидів в Німеччині. Маючи справу, в середньому, з трьома спробами самогубства в день, Deutsche Bahn забезпечує функціонування санаторію для травмованих машиністів. В останні роки деякі німецькі машиністи успішно отримували компенсації від батьків або подружжя самогубців. У Швеції, з її слабонаселеними районами з меншою пропорцією популяції, що проживає в безпосередній близькості від залізничних колій, 5 % всіх самогубств є залізничними суїцидами. У Бельгії майже 6 % самогубств є залізничними, при цьому диспропорційно їх число спостерігається на голландськомовній території (10 % у Фламандському регіоні). Більшість суїцидів спостерігається на залізничних станціях або поблизу від них, що нетипово для самогубств в інших європейських країнах. Сім'ї жертв суїциду несуть фінансову відповідальність за економічні втрати внаслідок скасованих або затриманих рейсів і слідчих витрат, а також витрат на виймання трупа.[джерело не вказане 4238 днів]

#### Японія
Стрибок під поїзд — один з найпоширеніших способів здійснення самогубства в Японії: на нього припадає ≈2000 смертей на рік, 6 % від загального числа самогубств. Залізничні суїциди розглядаються як соціальна проблема, особливо в таких великих містах, як Токіо і Нагоя, оскільки вони заважають графіку руху поїздів, і, якщо суїцид відбувається протягом ранкової години пік, багато пасажирів спізнюються на роботу.
Залізничні суїциди в Японії — стійке явище, незважаючи на широко поширену практику невиплати страхових компенсацій бенефіціарам жертв залізничного суїциду (виплати зазвичай відбуваються при більшості інших форм суїциду). Суїциди за участю швидкісних поїздів «Сінкансен» надзвичайно рідкісні, позаяк шляхи «Сінкансен» зазвичай недоступні для широкого загалу (наприклад, в результаті знаходження на штучному підвищенні або наявності огорожі, обнесеної колючим дротом), і законодавство передбачає накладення додаткових штрафів на сім'ю самогубця і його найближчих родичів.

#### Північна Америка
Відповідно до Федеральної залізничної адміністрації, у США відбувається від 300 до 500 залізничних суїцидів на рік.

### Метрополітен
Стрибки перед самим поїздом метрополітену тягне за собою смертність в 59 % випадків. Це нижче, ніж смертність від самогубств, пов'язаних з наземним залізничним транспортом, яка дорівнює 90 %. Швидше за все, це відбувається тому що поїзди, що прямують за відкритими шляхами, їдуть відносно швидко, в той час як поїзди, що прибувають на станції метро, сповільнюються для зупинки і посадки пасажирів.
Для того, щоб скоротити число спроб самогубства в метро, використовуються різні методи: наприклад, глибокі дренажні ями вдвічі скорочують імовірність смертельного результату. Також на деяких станціях використовуються розділові стінки з розсувними дверима між шляхами і зупинною платформою, проте подібні конструкції мають високу вартість.

### Транспортний суїцид
Деякі автомобільні аварії є результатом навмисних самогубств. Особливо це стосується аварій, в яких бере участь один водій і один транспортний засіб, «через частоти його [автомобільного транспорту] використання, загальноприйнятих небезпек водіння, а також того факту, що він пропонує індивіду можливість піддати своє життя небезпеці або закінчити її без свідомого протистояння своїх суїцидальних намірів». Завжди існує ризик того, що дорожньо-транспортна пригода вплине на інших учасників дорожнього руху, наприклад, автомобіль, раптово гальмує або згортати з метою уникнення заподіяння шкоди самогубцю, може зіткнутися з чимось іще.
Реальний відсоток самогубств при ДТП достовірно невідомий; дослідження дозволяють сказати, що «відсоток дорожньо-транспортних пригод, що мають суїцидальну природу, варіюється від 1,6 % до 5 %». Деякі самогубства класифікуються як нещасні випадки, тому що самогубство повинно бути доведено; «Варто відзначити, що навіть у разі, якщо є серйозне припущення про самогубство, але передсмертна записка не була знайдена, випадок класифікується, як „аварія“».
Деякі дослідники вважають, що самогубства, які класифікуються як звичайні аварії, більш поширені, ніж вважалося раніше. Масштабне опитування суїцидально настроєних людей в Австралії показує такі числа: «З тих, хто повідомив про запланований суїцид, 14,8 % (19,1 % чоловіків і 11,8 % жінок) надають перевагу транспортному суїциду… 8,3 % (13,3 % від всіх намагалися накласти на себе руки осіб чоловічої статі), раніше намагалися здійснити самогубство шляхом зіткнення з використанням транспортного засобу)».

### Авіація
У Сполучених Штатах 36 пілотів наклали на себе руки за допомогою літака в 1983—2003 роках.

## Отрута
Суїцид може бути здійснений за допомогою швидкодійних отрут. Наприклад, більшість мешканців Джонстауна, в північно-західній Гаяні, померли, коли Джим Джонс, лідер релігійної секти, організував масове самогубство шляхом вживання коктейлю, що містить ціанід, седативні речовини і транквілізатори в 1978 році. Наприклад, токсичні високі дози деяких рослин, таких, як беладонна, рицина, ятрофа куркас та інші. Отруєння токсичними рослинами, як правило, тече повільніше і відносно болісно.

### Пестициди
У світовому масштабі 30 % всіх самогубств — отруєння пестицидами. Використання цього способу, проте, коливається в залежності від регіону, від 4 % в Європі до більш 50 % в Тихоокеанському регіоні. Отруєння сільськогосподарськими хімічними речовинами дуже поширене серед жінок в китайській сільській місцевості, воно вважається значною соціальною проблемою. У Фінляндії високолетальний пестицид тіофос широко використовувався при самогубствах в 1950 роках. Коли доступ до хімічних речовин був обмежений, отруєння тіофосом було витіснено іншими способами здійснення суїциду, що змусило дослідників вважати, що накладення обмежень на певні способи самогубства не є ефективним заходом щодо зменшення загальної кількості суїцидів.

### Передозування медикаментами
Оскільки передозування може привести до смертельного результату, свідомі дії такого роду розглядаються як спосіб самогубства.
Передозування є найкращим методом гідної смерті серед членів спільнот, які декларують право на смерть. Опитування членів спільноти Exit International показав, що 89 % респондентів вважають кращим отруєння пігулкою за придушення пластиковим пакетом, чадним газом або повільну евтаназію.
Надійність цього методу багато в чому залежить від обраних препаратів та додаткових заходів, таких, як використання протиблювотних засобів. Середній рівень смертності при передозуванні в США становить, за оцінками, лише 1,8 %. У той же час група допомоги у самогубстві «Dignitas» повідомляє про відсутність невдач серед 840 випадків суїциду (100 % летальних випадків), при яких передозування активного снодійного агента пентобарбітал здійснюється в комбінації з протиблювотними препаратами.
Барбітурати (такі, як секобарбітал і пентобарбітал), довго використовувалися для суїциду, стають менш доступними. Голландське суспільство за право на смерть WOZZ запропонувало кілька безпечних альтернатив барбітуратів для евтаназії. Довідник «The Peaceful Pill Handbook» передбачає все ще легкодоступність розчинів, що містять пентобарбітал, в Мексиці, де вони доступні без рецепта у ветеринарів для присипляння тварин. (Див. Суїцидальний туризм)
Для типового медикаментозного передозування використовуються випадкові рецептурні і безрецептурні препарати. В цьому випадку летальний результат не гарантований, і після спроби людина може залишитися в живих, але з важким ураженням внутрішніх органів, хоча це само по собі може в кінцевому підсумку виявитися фатальним. Медикаменти, прийняті орально, можуть бути також виведені з блювотою, перш ніж почнуть діяти. З огляду на дуже високі, необхідні для ефекту, дози, блювання або втрата свідомості до прийняття достатньої кількості активного агента часто стає серйозною проблемою для людей, які намагаються вчинити самогубство.
Спроби передозування болезаспокійливими, є одними з найбільш поширених, в зв'язку з легкою доступністю безрецептурних препаратів. Передозування також може бути досягнуто шляхом змішування медикаментів в коктейлі один з одним, з алкоголем або c забороненим наркотиком. Цей метод може внести неясність: випадковою була смерть або навмисним самогубством, особливо, коли алкоголь або інші речовини ускладнюють аналіз, а передсмертна записка відсутня.

### Окис вуглецю
Один з методів отруєння включає в себе вдихання висококонцентрованого чадного газу. Смерть зазвичай настає від гіпоксії. В більшості випадків використовується монооксид вуглецю, тому що він легко доступний у результаті неповного згоряння; наприклад, він виділяється автомобільним транспортом і деякими видами печей.
Монооксид вуглецю є безбарвним газом без смаку і запаху, тому його присутність не визначається нюхом або зором. Його токсична дія обумовлена утворенням сполук із гемоглобіном, тим самим заміщаючи молекули кисню і поступово приводячи до кисневого голодування, в кінцевому рахунку викликаючи відмову в роботі клітинного дихання, а потім смерть. Монооксид вуглецю вкрай небезпечний для свідків і людей, які знайшли труп жертви суїциду. В силу цього, прихильники права на суїцид — такі, як Філіп Нішкі — рекомендують використання більш безпечних варіантів, наприклад, азоту.
До появи законодавчого контролю над чистотою повітря і винаходи каталітичних конвертерів суїциди з використанням моноксиду вуглецю часто відбувалися за допомогою безперервної роботи автомобільного двигуна в закритому приміщенні або за допомогою шланга, що з'єднує вихлопну трубу і закриту кабіну автомобіля. Вихлопні гази могли містити аж до 25 % моноксиду вуглецю, тоді як сучасні каталітичні конвертери усувають понад 99 % виробленого моноксиду вуглецю. Додаткова складність полягає в тому, що незгорілий бензин може зробити нестерпним вдихання вихлопних газів задовго до того, як настане втрата свідомості.
Останнім часом зросла кількість самогубств за допомогою спалювання вугілля (наприклад, в процесі приготування барбекю в закритому приміщенні). Цей спосіб отримав назву «смерть шляхом хібачі».

### Інші отруйні речовини
Суїцид із використанням мийних засобів передбачає змішання побутових хімічних реагентів з метою вироблення сірководню чи інших отруйних газів. Поширеність суїциду за допомогою газоподібних речовин в домашніх умовах знизилася з 1960 по 1980.
Деякі тварини, такі, як павуки, змії і скорпіони, виробляють токсини, які можуть легко і швидко вбити людину. Ці токсини можуть бути використані для здійснення суїциду. Згідно з міфом, Клеопатра використовувала змію для самогубства, дізнавшись про смерть Марка Антонія.

## Навмисне зараження
Зафіксовано кілька випадків навмисного зараження себе смертельним захворюванням, таким, як СНІД, як спосіб самогубства.

## Самоспалення
Самоспалення зазвичай означає форму самогубства, при якій людина спалює себе в вогні. Воно використовувалося як протестна тактика. Найбільш відомі випадки самоспалення належать Тхіть Куанг Дик у 1963 році як протест проти антибуддистської і прокатолицької політики уряду Південного В'єтнаму, Малакай Річеру у 2006 році як протест проти участі США в іракській війні та Мухаммеду Буазізі в Тунісі, що спровокувало початок фінікової революції й Арабської весни.
У деяких областях Індії самоспалення також проводилося як ритуал, відомий як саті, при якому вдова підлягала спаленню разом з її покійним чоловіком, як добровільно, так і примусово.

### Вулкан
Суїцид в вулкані має на увазі стрибок в розплавлену лаву, в кратер діючого вулкана, газову тріщину, лавовий потік або лавове озеро. Причина смерті може бути результатом падіння з висоти, загоряння при контакті з лавою, убивчої спеки або асфіксії, викликаної вулканічними газами. За деякими стародавніми джерелами, філософ Емпедокл стрибнув у вулкан Етна, намагаючись зробити так, щоб люди вважали, що він зник з лиця землі, щоб стати богом; однак цей план був зірваний, коли вулкан виплюнув одну з його бронзових сандалій. Сучасні самогубства мали місце в численних вулканах, але найвідомішим вважається Міхара, в Японії. У 1933 році, Кійоко Мацумото скоїла суїцид шляхом стрибка у кратер Міхара. За цим піднялася хвиля наслідувальних самогубств, 944 людини стрибнуло в той же кратер протягом року. Більше 1200 людей намагалися покінчити життя самогубством двома роками пізніше, перш ніж був зведений бар'єр. Оригінальний бар'єр був замінений більш високим парканом з колючим дротом після того, як ще 619 осіб стрибнули в 1936 році.

## Ритуальний суїцид
Ритуальний суїцид проводиться відповідно до передбаченого порядком проведення ритуального суїциду, часто як релігійна або культурна традиція.

### Сепуку
Сепуку (в розмовній мові «харакірі», розпорювання живота) — японський ритуальний метод самогубства, прийнятий в основному в середньовічній Японії, хоча окремі випадки фіксуються в сучасний час. Наприклад, Юкіо Місіма зробив сепуку в 1970 році після невдалого державного перевороту, метою якого було повернути повну владу Імператору Японії. На відміну від інших методів самогубства, сепуку розглядалося як спосіб зберегти честь та гідність. Цей ритуал є частиною бусідо, кодексу самурая.
У первинному варіанті сепуку, що здійснюється індивідом, було вкрай болючим способом померти. Одягнений в церемоніальні шати, з його ритуальним кинджалом, який був перед ним, та іноді сидячи на призначеному для цих цілей шматку тканини, воїн готувався за допомогою написання вірша смерті. Потім самурай розкривав своє кімоно, брав вакідзасі, японське бойове віяло або танто та розпорював з його допомогою свою черевну порожнину, спершу роблячи надріз зліва направо, а потім трохи вгору. У міру еволюції ритуалу, обраний помічник (кайсякунін) стояв поблизу та, при русі кинджалу вгору, акуратним ударом відрубував голову здійснюючого сеппуку так, щоб голова повисла на шматку шкіри. Впала на землю голова вважалася ганьбою в феодальній Японії. Акт сепуку з плином часу став настільки умовним, що самураєві було потрібно тільки потягнутися до кинджала, щоб його кайсякунін зробив обезголовлення. Пізніше кинджал був замінений віялом.

### Самопринесення в жертву
Людське жертвоприношення було релігійним дійством по всій Мезоамериці. У культурі ацтеків та мая самообезголовлювання священиків й правителів відображено в мистецтві. Жертва на зображенні зазвичай тримає ніж з обсидіану або сокиру біля шиї.
Деякі форми шанування Дургі в індуїзмі включають в себе відданого чоловіка, що пропонує себе в ритуальну жертву через самостійне обезголовлення вигнутим мечем. Ритуал проводиться з метою отримання користі від божества для третьої особи.

## Голодування
Нервову анорексію називають підсвідомим методом самогубства.
Голодування зрештою може призвести до смерті. Голод використовувався індуїстськими і джайністськими ченцями як ритуальний метод покаяння (відомий як Prayopavesa і Santhara, відповідно). Цей метод смерті часто асоціюється з політичними протестами, такими, як Ірландське голодування республіканських воєнізованих укладених в 1981 році, які вимагали статус військовополонених, десятеро з яких померли. Дослідник Тур Хейердал відмовився від їжі і прийому ліків в останній місяць його життя після того, як у нього був діагностований рак.

## Зневоднення
Смерть від зневоднення настає протягом періоду від кількох днів до кількох тижнів. Це означає, що, на відміну від інших способів самогубства, воно не може бути скоєно імпульсивно. Люди, що вмирають від смертельної стадії зневоднення, нерідко втрачають свідомість перед смертю, а також можуть страждати від делірію і порушенням концентрації сироваткового натрію. Припинення поповнення втрати рідини не приводить до справжньої спраги, хоча відчуття жару і сухості в роті іноді називають саме так. Є в наявності численні свідчення, що неприємні відчуття в роті не послаблюються внутрішньовенним введенням рідини, але пом'якшуються змочуванням губ і язика, а також доглядом за порожниною рота. Через підвищену кількість рідини в їхьому організмі набряклим хворим потрібен більш тривалий час, щоб померти від зневоднення.
Смертельне зневоднення було описано як те, що має вагомі переваги над самогубством за допомогою лікаря щодо самостійності, доступності, професійної етики й соціальних наслідків. Зокрема, пацієнт має право відмовитися від лікування та догляду, і насильницький прийом рідини розцінюється як фізичне насильство, на відміну від відмови лікаря забезпечити введення смертельної дози медикаментів. Проте, цей спосіб має недоліки як засіб домогтися добровільної смерті. Одне опитування медсестер у госпісах виявило, що майже вдвічі більша кількість медсестер доглядала за пацієнтами, які обрали добровільну відмову від їжі й води, ніж за пацієнтами, які обрали евтаназію. Крім того, вони завважили голодування і відмову від води менш болісними і більш спокійними, ніж суїцид за допомогою медичного працівника. Інші джерела, навпаки, відзначають болісні побічні ефекти зневоднення, зокрема, напади, потріскану шкіру і кровотечу, сліпоту, нудоту, блювоту, спазми і сильні головні болі. Існує тонка грань між паліативним впливом седативними засобами, що призводить до смерті від зневоднення, і евтаназією.

## Додаткова література
- Humphry, Derek. «Final Exit: The Practicalities of Self-Deliverance and Assisted Suicide for the Dying». Dell. 1997. 240 с.
- Philip Nitschke. «The Peaceful Pill Handbook». Exit International US, 2007. ISBN 0-9788788-2-5. 211 с.
- Stone, Geo. «Suicide and Attempted Suicide: Methods and Consequences». New York: Carroll & Graf, 2001. ISBN 0-7867-0940-5.
- «Guide to a Humane Self-Chosen Death» Dr. Pieter Admiraal et al. WOZZ Foundation, Delft, The Netherlands. ISBN 90-78581-01-8. 112 с.
- Docker, Chris «Five Last Acts» 2nd edition 2010. ISBN 978-1-4538-6937-6. 414 с.[1]
- Docker, Chris «The Exit Path» 2013 ISBN 978-1-4825-9409-6. 752 с.[2]